# Développement économique et social
Pour les articles homonymes, voir Développement.
Le développement économique et social fait référence à l'ensemble des mutations positives techniques, démographiques, sociales, sanitaires que peut connaître une zone géographique (monde, continent, pays, région).
Il ne doit pas être confondu avec la croissance économique. Celle-ci est habituellement nécessaire ou consécutive au développement mais elle n'en est qu'un aspect. Il existe même des zones en croissance par simple inertie de tendance ou sous l'effet de dopants artificiels de types dits keynésiens, sans pour autant connaître les transformations de structure et la « destruction créatrice » propres au développement, qui assurent sa pérennité. Cela peut conduire à un épuisement des ressorts de la croissance. On peut alors retrouver le phénomène de cycle de vie (de l'émergence à l'expansion puis au plafonnement et enfin au déclin) étudié en marketing.
Le développement économique nécessitant notamment de la création de richesses, on associe développement économique et « progrès », puisqu'il entraîne, généralement, une progression du niveau de vie des habitants. On parle alors d'amélioration du bien-être social (au sens économique). La volonté de concilier simple développement économique et progrès ou amélioration du bien-être a amené à forger, à côté des indicateurs de développement traditionnels (PNB, PIB), d'autres indicateurs, tels que l'indice de développement humain (IDH), qui prend en compte la santé, l'éducation, le respect des droits de l'homme (dont font partie, depuis 1966, les droits économiques et sociaux). Les paramètres économiques et sociaux pour la mesure du développement sont indiqués dans l'article « Pays en développement ».
La différence entre croissance économique et développement social est mal perçue dans le grand public. Le bien-être social doit être distingué de la production économique. Le bien-être est pluridimensionnel. D’autres composants existent à côté du bien être matériel.

## Les indicateurs
Du point de vue strictement économique, l'indicateur le plus souvent utilisé est le produit intérieur brut (PIB) qui est une somme des valeurs ajoutées sur un territoire. Son chiffrage, qui ressort de la comptabilité nationale, est cependant délicat. Comment, par exemple, chiffrer l'utilisation des services non marchands et des biens publics ? Leur coût et utilité économique sont noyés dans les budgets publics par absence de facturation, ce qui ne permet guère de savoir s'ils apportent plus de richesses qu'ils en consomment, s'il y a valeur ajoutée ou valeur retranchée. L'autre indicateur commun est le PNB (Produit national brut).
Par ailleurs, le PIB ne contient que les flux (production / consommation). Les économistes et statisticiens n'arrivent guère à mesurer, ni même à estimer l'évolution du patrimoine public et privé. À plus forte raison, certaines externalités positives ou négatives sont mal mesurables. Par exemple, comment chiffrer l'effet externe négatif d'une pollution comme l'engrais azoté puissant du lisier (par exemple de porc) déversé dans les cours d'eau, amenant à une eutrophisation, sans même parler du gaspillage d'une ressource précieuse non ou difficilement renouvelable ? Sur le même plan, comment mesurer l'effet positif des pots catalytiques ou d'une fluidification de la circulation routière, voire la « désindustrialisation » des secteurs lourds en faveur des services et hautes technologies ? Le développement économique affecte ainsi de façon importante l'environnement, conduisant certaines personnes à prôner la décroissance économique, d'autres préférant soutenir le développement durable.
Devant ces imperfections des indicateurs économiques traditionnels (PIB et PNB), le PNUD (Programme des Nations unies pour le Développement) a mis en place l'Indice de développement humain (IDH), qui prend en compte la santé, l'espérance de vie, l'alphabétisation, etc. (le Prix Nobel Amartya Sen a pris part à la conceptualisation de l'IDH). D'autres indicateurs économiques existent, tels que l'Indicateur de pauvreté (IPH), également créé par le PNUD ; l'indice de Bonheur national brut (BNB), créé par le roi du Bhoutan dans les années 1960 ; le BIP40, ou baromètre des inégalités et de la pauvreté, créé en 1999 par le Réseau d’alerte sur les inégalités.

## Historique
La première utilisation du mot « développement » dans cette acception est due au président Harry Truman dans la « partie IV » de son discours d'investiture du 20 janvier 1949.
L'histoire du développement économique international, au XXe siècle, est un mélange de bonnes volontés de certains États du Nord industrialisés, d'actions effectives de la communauté internationale (en particulier de l'ONU et de ses diverses agences), et de conflit entre les pays du Nord, eux-mêmes divisés, pendant la seconde moitié du XXe siècle, en deux blocs, du fait de la guerre froide, et le Tiers Monde. À la suite de la décolonisation, celui-ci s'organise dans les années 1960 et 1970 afin de renégocier les termes de l'échange mondial.
Néanmoins, les années 1980 puis 1990 voient l'émergence de la doctrine néolibérale au sein des institutions nationales et internationales (consensus de Washington), menant à une critique sévère de la part du mouvement altermondialiste.
En outre, la problématique de l'environnement, qui apparaît dans les instances officielles dès le rapport du Club de Rome sur « les limites de la croissance » (Halte à la croissance ?, 1972), fait son entrée sur scène, amenant à s'interroger sur les différents modèles de développement possible. Face au réchauffement climatique, le concept de « développement durable » tend à s'imposer dans les esprits, sinon dans les faits.
Enfin, le XXIe siècle voit une nette séparation entre les États du Nord, ou encore la Triade (Union européenne, États-Unis, Japon), qui domine l'économie mondiale ; les nouveaux pays industriels (NPI) tels que les Quatre Dragons asiatiques ou les BRIC (Brésil, Russie, Inde et Chine), et de larges secteurs de la population mondiale vivant dans l'extrême pauvreté, avec moins d'un dollar par jour, et située en majorité dans les États de l'Afrique subsaharienne. Enfin, la question des inégalités économiques et sociales touche tous les États, amenant certains à parler d'un Quart-Monde, englobant les délaissés du développement dans les pays riches.

### La création de l'ONU et des instances internationales de développement
Dès sa création à la fin de la Seconde Guerre mondiale, l'Organisation des Nations unies (ONU) fait du développement une de ses priorités, à travers la création de la Banque mondiale et de l'UNESCO (l'organisation des Nations unies pour l'éducation, la science et la culture). Après les accords de Bretton Woods (1945), la Banque mondiale met en place, pour l'Europe, dévastée par la Seconde Guerre mondiale, la Banque internationale pour la reconstruction et le développement (BIRD), chargée de financer la reconstruction. Le 9 mai 1947, la BIRD effectue ainsi son premier prêt, envers la France, d'une valeur de 250 millions de dollars.
En 1948, le GATT (l'accord général sur les tarifs et le commerce) lance son premier round de négociations, visant à favoriser les échanges internationaux en baissant les droits de douane. Après l'Uruguay Round, le GATT se transformera en Organisation mondiale du commerce (OMC), en 1994.
D'un autre côté, la Commission économique pour l'Amérique latine et les Caraïbes (CEPAL), dépendante de l'ONU, a aussi été fondée en 1948. Présidée par l'économiste argentin Raúl Prebisch de 1950 à 1963, la CEPAL sera l'un des lieux d'émergences de la théorie de la dépendance critiquant les modèles linéaires et successifs de développement antérieures (voir ci-dessous), et défendant le protectionnisme afin de protéger l'émergence de l'industrie nationale et d'un marché intérieur.
Plusieurs institutions financières internationales sont mises sur place, avec comme objectif officiel le développement, bien que leur pratique effective ait été par la suite largement critiquée, en particulier par le mouvement altermondialiste (voir par ex. La Grande Désillusion (2002) de Joseph Stiglitz, ex-directeur de la Banque mondiale). Outre cette dernière, ces institutions incluent la Banque interaméricaine de développement (1959) ; l'Association internationale de développement (1960) ; la Banque africaine de développement (1964) ; la Banque asiatique de développement (1966).

### L'opposition entre les États-Unis et l'URSS
Le 20 janvier 1949, dans le point IV de son discours sur l'état de l'Union, le président américain Harry Truman utilise pour la première fois [réf. nécessaire] le terme de développement pour justifier l'aide aux « pays sous-développés » dans le cadre de la guerre froide (doctrine Truman). Il y déclara être du devoir des pays du Nord capitalistes, qualifiés de « pays développés », de diffuser leurs « connaissances techniques » et assistance aux pays qualifiés de « sous-développés », pour qu'ils se rapprochent du modèle de société occidentale. Cette initiative marque le triomphe d'une vision économétrique du développement, mesuré par le PNB par habitant. En 1953, le président américain Eisenhower lance, en même temps qu'un programme de dissuasion nucléaire, le projet Atoms for Peace, visant à exporter de la technologie nucléaire pacifique à plusieurs États; dans le même temps, l'Agence internationale de l'énergie atomique (AIEA) était fondée afin de favoriser le contrôle de la technologie nucléaire et son utilisation à des fins pacifiques (médicales, etc.).
Le projet Truman, qui heurtait l'isolationnisme américain, fut relancé par le président John F. Kennedy, via l'Alliance pour le progrès (1961), à destination de l'Amérique latine. Ses effets furent néanmoins très modérés.
L'enjeu du développement était en effet au cœur de la rivalité entre l'Ouest et l'Est, chaque bloc promettant d'aider ses alliés en échange de leur soutien politique. Ainsi, lors de la révolution cubaine de 1959, l'expropriation par le régime de Fidel Castro de compagnies américaines (l'International Telephone and Telegraph Company et l'United Fruit Company), en 1959, ainsi que la mise en place d'une réforme agraire, heurte de front les intérêts américains. Dès juin 1959, le département d'État américain envisage de ne plus acheter le sucre cubain. Devant cette menace, Cuba se tourne vers l'URSS, ravie de signer un accord commercial avec ce dernier (février 1960). La crise continue, jusqu'à la rupture complète des relations avec Washington, menant à l'embargo contre Cuba (1962) pratiqué par les États-Unis. Cette crise majeure de la guerre froide montre à quel point le développement économique et social, ainsi que les relations commerciales inter-étatiques, sont instrumentalisées par les deux super-puissances (l'URSS et les États-Unis d'Amérique).
Les divergences d'approches sur le développement économique et social entre le « monde libre » et le bloc de l'Est (le rideau de fer) ont été illustrées par l'affrontement au sujet des diverses conceptions possibles des droit de l'homme. Ainsi, tandis que les pays de l'Ouest signaient plus volontiers le Pacte international relatif aux droits civils et politiques de 1966, les pays de l'Est lui préféraient le Pacte international relatif aux droits économiques, sociaux et culturels (également de 1966). Cette divergence d'approche tend aujourd'hui à s'estomper, les droits sociaux étant généralement considérés comme intrinsèquement liés à l'exercice effectif des libertés politiques.

### L'émergence du Tiers-Monde: la CNUCED, le Nouvel ordre économique international (NOEI) et la convention de Lomé
À la même époque, la décolonisation bouleverse le monde et les rapports de force au sein de l'ONU. En 1964, les pays du Sud, nouvellement indépendants, créent la Conférence des Nations unies sur le commerce et le développement (CNUCED), qui revendique des échanges commerciaux rééquilibrés, en particulier l’accès des pays du Sud aux marchés du Nord et l’amélioration des termes de change. En effet, les pays du Tiers Monde, qui se rassemblent autour du Groupe des 77, considéraient que les principes libéraux fixés par le GATT ne répondaient pas à leurs problèmes spécifiques. La CNUCED aide à l'élaboration de nombreuses règles de droit international, mais son rôle s'amoindrit à la fin des années 1980.
En 1966, l'Assemblée générale de l'ONU crée l'Organisation des Nations unies pour le développement industriel (ONUDI), qui devient une institution spécialisée de l'ONU. Quelques années plus tard, en 1971, le Groupe des 77 s'organisent en G24 afin de pouvoir émettre des revendications communes face au G8, qui regroupe les principales puissances mondiales. Enfin, le 1er mai 1974, l'Assemblée générale de l'ONU vote une résolution visant à instaurer un Nouvel ordre économique international (NOEI), plus favorable aux États du Sud.
C'est à ce moment que la Communauté économique européenne (CEE) signe avec 46 pays d'Afrique, des Caraïbes et du Pacifique (les pays ACP) la convention de Lomé (1975), qui a pour objectif de favoriser l'adaptation des pays ACP à l'économie de marché de la BERD (Banque Européenne pour la Reconstruction et le Développement, créée en 1990) par le biais d'une coopération entre la CEE et les pays ACP. Les divers accords de Lomé sont ainsi la marque d'une politique de codéveloppement spécifique de la CEE (puis de l'Union européenne) envers ces États.
On met en place, dès Lomé I (1975), le STABEX, le système de stabilisation réparti par le Fonds européen de développement (FED), qui vise à compenser la perte des recettes à l'exportation subie par tous les pays ACP. Lors de Lomé II (1979), c'est le Sysmin (Système de Développement du potentiel minier) qui est mis en place. Il couvre huit produits miniers et intervient si la baisse des cours menace l'outil de production. Le protocole sur le sucre, de Lomé III (1984), prévoit l'importation de 1,3 million de tonnes de sucre de canne aux prix européens. Il aide ainsi le « décollage » des pays fournisseurs de sucre de canne comme l'île Maurice, les îles Fidji ou la Guyane.

### Les différents modèles de développement
Depuis les années 1930, un certain nombre de pays d'Amérique latine (dont l'Argentine sous Perón, qui arrive au pouvoir à la fin des années 1940), avaient mis en place un modèle d'industrialisation par substitution d'importations (ISI). L'objectif de tels modèles de développement, d'abord mis en place de façon pragmatique avant d'être théorisées par Raúl Prebisch, le président de la CEPAL, et l'économiste Celso Furtado, consistait à protéger le marché intérieur (via des barrières douanières) afin de permettre à l'industrie nationale de se développer.
Mises en place par l'Argentine, le Brésil, le Mexique, et, dans une moindre mesure, le Chili, l'Uruguay et le Venezuela, (ainsi que par d'autres pays du Sud) ces stratégies prenaient un sens particulier, dans la mesure où des États tels que l'Argentine étaient auparavant entièrement tournées vers l'exportation (modèle agro-exportateur en Argentine, favorisé par l'oligarchie au pouvoir), à un point qu'on pouvait parler de ce dernier d'une quasi-colonie de l'Empire britannique (traité Roca-Runciman de 1933). Or, après la Grande Dépression des années 1930, ces pays qui dépendaient des exportations ont dû trouver un autre modèle économique.
L'émergence du Tiers-Monde en tant que troisième force, face aux deux blocs de la guerre froide, qui organise la CNUCED et prône un Nouvel ordre économique international (NOEI), coïncide avec l'âge d'or de la théorie de la dépendance, qui souligne les conséquences de la colonisation et du néocolonialisme sur l'économie des pays dits « sous-développés ». Soutenue par des économistes tels que Fernando H. Cardoso (qui deviendra président du Brésil dans les années 1990), l'économiste Raúl Prebisch (président de la CEPAL), ou le sociologue Immanuel Wallerstein, la théorie de la dépendance s'oppose à la théorie de la modernisation ou de l'industrialisation, qui prétend que les pays sont à un stade inférieur de leur développement ou que ces pays ne sont pas intégrés dans l'économie globale. Ainsi, Walt Whitman Rostow (Les étapes de la croissance économique, Un manifeste non communiste,1960) concevait le développement de façon linéaire et progressive: pour lui, chaque pays devait nécessairement passer par certaines étapes, avant d'atteindre l'étape du développement proprement dit, qui s'assimile en fait à la société de consommation de masse.
Ces théories linéaires à la Rostow sont alors fortement remises en cause, et progressivement abandonnées. La théorie de la dépendance insiste en particulier sur la dégradation des termes de l'échange. Elle affirme, en outre, que ces pays sont intégrés à l'ordre mondial, mais structurellement mis en état de dépendance continue. En d'autres termes, le développement des pays du Nord s'appuie sur le « sous-développement » des pays du Sud. Les inégalités entre le Nord et le Sud, et l'exploitation de ce dernier par le Nord, sont ainsi, pour ces théoriciens, une condition du maintien du niveau de vie des pays riches, industrialisés, voire bientôt post-industrialisés.
Aux stratégies de développement autocentré, populaires en Amérique latine, s'opposent les stratégies d'industrialisation orientées vers l'exportation, qui sont utilisées par les Quatre Dragons asiatiques (Corée du Sud, Taïwan, Singapour, Hong Kong).

#### Combler le fossé entre le développement économique et le développement social?
Bien entendu, d'autres théories de croissance existent, et celles-ci tendent de plus en plus à intégrer les facteurs humains ou psychologiques. Ainsi, le modèle de Solow, d'inspiration néo-classique (Solow était néanmoins un néo-keynésien), prétendait que les pays en voie de développement (PVD) rattraperaient mécaniquement les pays développés, et que la croissance ne pouvait connaître de terme, étant stimulée par le progrès technique. Ce modèle, optimiste, s'opposait au modèle de Harrod-Domar, développé dans les années 1940 et inspiré par la Théorie générale de l'emploi, de l'intérêt et de la monnaie de Keynes. Ce dernier modèle soulignait le caractère instable de la croissance et la nécessité d'une intervention étatique pour la soutenir.
À partir des années 1960, certains auteurs s'intéressèrent à l'émergence d'une société post-industrielle, fondée sur une économie de l'information. Cela amena l'économiste Gary Becker (Prix Nobel) à insister sur le « capital humain », formé par les compétences, les expériences et les savoirs. L'économie, ainsi, intégrait progressivement dans ses modèles des facteurs extrinsèques à l'économie strictement dite, tentant ainsi de montrer l'interdépendance entre le développement économique, social et culturel. Dans les années 1980, la théorie de la croissance endogène formulée par Paul Romer et Robert E. Lucas intègre ainsi la notion de capital humain, insistant sur l'importance de l'éducation et la santé pour le développement économique.

### Les années 1990: le consensus de Washington

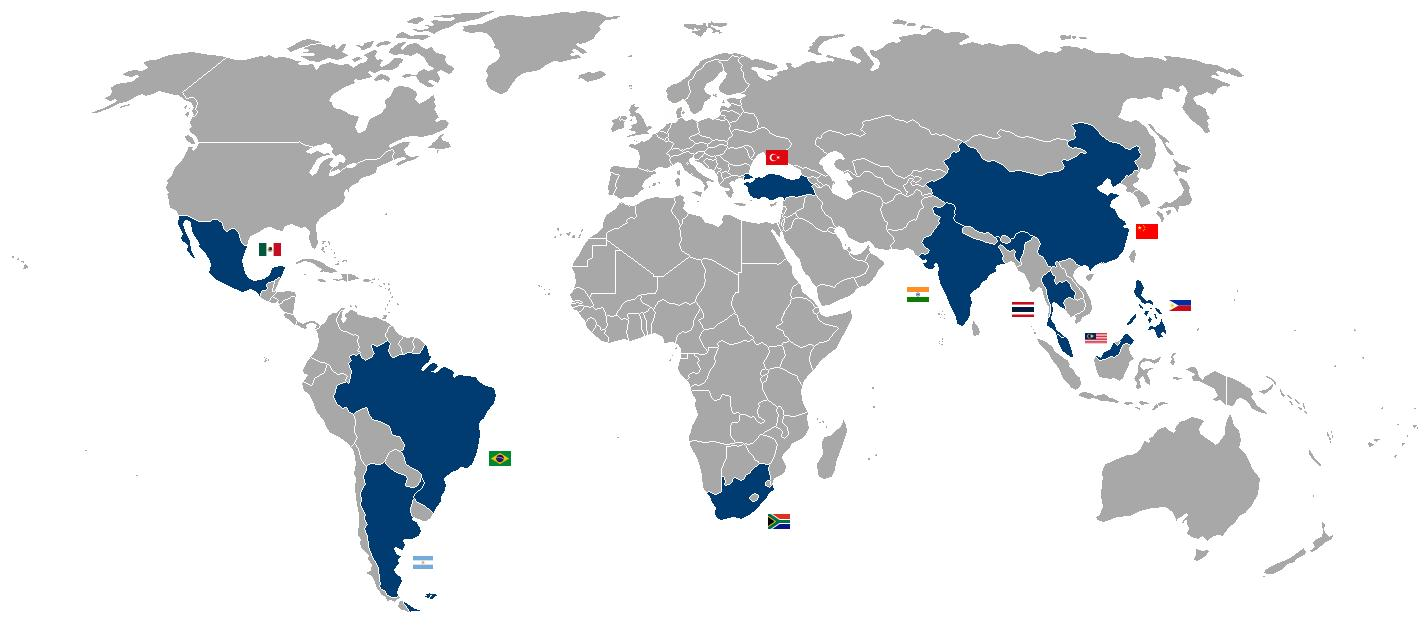
Les Nouveaux pays industrialisés (NPI). Nombre d'entre eux ont été frappés par la crise économique asiatique de 1997.

Mais l'émergence du consensus de Washington (élaboré par l'économiste américain John Williamson), au début des années 1990, marque la fin de ces projets, et la suprématie de la doctrine néolibérale, qui prône des « thérapies de choc » pour les États en crise. Le choc pétrolier de 1973, celui de 1979, puis la crise de la dette en 1982 (initiée par le Mexique, qui se déclare en défaut de paiement), a en effet lourdement affecté l'approche économique jusque-là partagée peu ou prou par la plupart des États du « monde libre »: objectifs de plein emploi, modèle d'économie sociale de marché ou de social-démocratie, etc.
Dans le même temps, le sommet de la Terre de Rio de Janeiro en 1992 pose les bases du développement durable, qui cherche à réconcilier les aspects économiques du développement avec les aspects environnementaux et sociaux. Toutefois, cette approche ne commencera à se diffuser qu'à partir des années 2000.
L'apparition des pays émergents caractérisés par un taux de croissance élevé (ou les nouveaux pays industrialisés, qui ont connu un « décollage » à partir des années 1960), conduit à remettre en cause les théories de la dépendance et à nuancer les thèses du « tiers-mondisme », influentes lors des années 1970. On montre ainsi l'exemple des Quatre Dragons (Corée du Sud, Taïwan, Singapour, Hong Kong), des bébés Tigres (Malaisie, Indonésie, Thaïlande, Philippines, Brunei) ou encore des « jaguars » (Mexique, Brésil, Argentine, Chili, Colombie, Venezuela) pour montrer que le développement est possible, à condition de jouer sur les avantages comparatifs (main-d'œuvre abondante et bon marché). Ces différents États ont néanmoins suivis des modèles de développement divergents (industrialisation par la substitution d'importation, ou ISI, en Amérique latine ; stratégies d'industrialisation orientées vers l'exportation pour les Quatre Dragons, etc.)
L'émergence de ces nouvelles puissances régionales conduit néanmoins à s'interroger, dans les pays du Nord, sur les conséquences possibles sur le marché de l'emploi, l'attention de l'opinion publique se concentrant sur les délocalisations (bien qu'il soit difficile de lier intrinsèquement les deux, les délocalisations étant un phénomène économique particulièrement complexe, notamment parce que bien d'autres facteurs, tels que la proximité du marché, jouent, outre le prix de la main-d'œuvre).
En outre, la faible diversité des produits exportés par les Quatre Dragons les a exposés aux fluctuations du marché mondial. La crise économique asiatique de 1997 affecte ainsi durement les bébés Tigres avant de se propager aux Quatre Dragons, puis à d'autres pays membres des BRIC (dont l'Argentine et le Brésil d'une part - pays déjà affectés par la crise économique mexicaine de 1994-1995, ou « crise tequila », et la Russie d'autre part).
En 2001, l'Argentine est frappée par une crise très dure, qui conduit à une grève générale, à des émeutes (le Cacerolazo) et à la démission du gouvernement. Dans les années suivantes, le gouvernement argentin, imité par le Brésil du président Lula, remboursent intégralement leurs dettes envers le FMI et la Banque mondiale, afin de se libérer de leur tutelle. Ils considèrent en effet que les politiques d'ajustement structurel imposées par ces derniers ont été l'une des causes majeures de la crise.
Enfin, la persistance de la dette du Tiers-monde, menace perpétuelle sur l'équilibre économique mondial (comme la crise de 1982 l'a prouvé), conduit certains à prôner soit son réaménagement, soit son annulation complète (voir le Comité pour l'annulation de la dette du tiers monde, CADTM, fondé en 1990)[source insuffisante].

#### Le conflit de la banane
Le conflit de la banane est représentatif des divergences d'approches sur le commerce international et sur les modes d'aide au développement, en opposant en particulier d'un côté une approche libérale, prônant la suppression de toutes les barrières douanières, qui est soutenue par l'OMC, et de l'autre une approche privilégiant des accords multilatéraux profitant à certains États, en leur accordant des contingentements et l'assurance qu'on achètera leurs produits.
Ainsi, en 1993, dans le cadre de la convention de Lomé, l'UE favorise les importations de banane venant des pays ACP (Afrique-Caraïbe-Pacifique) en plafonnant les importations de bananes « dollar ». Ce système de codéveloppement, fondé sur des bases protectionnistes, se heurte à l'opposition de Washington et de pays d'Amérique latine non membres des pays ACP. Le conflit de la banane conduit ainsi cinq pays d'Amérique latine à porter plainte contre l'UE devant l'OMC, tandis que Washington menace Bruxelles de rétorsions commerciales unilatérales. Soixante pour cent du marché de la banane est en effet dominé par trois multinationales américaines (Chiquita, Dole et Del Monte). L'Organe de règlement des différends de l'OMC condamne en 1997 l'Organisation commune du marché de la banane (OCMB), et un accord est trouvé entre l'UE et Washington en 2001. Celui-ci préserve deux principes de base de l'OCMB, le contingentement du marché et la préférence ACP, mais pourrait se révéler préjudiciable à l'équilibre commercial du marché bananier en Europe. En effet, il risque de mettre à mal l'activité d'importation de nombreux opérateurs européens au profit des seules multinationales.

### Les Objectifs du millénaire pour le développement et le NEPAD
En 2000, l'Organisation des Nations unies (ONU) promeut les « Objectifs du millénaire pour le développement », visant à réduire de moitié la pauvreté dans le monde entre 2000 et 2015. Outre la lutte contre la pauvreté, ces objectifs incluent le développement de l'école primaire pour tous ; la promotion de l'égalité des sexes et du droit des femmes ; la réduction de la mortalité infantile ; l'amélioration de la santé maternelle ; la lutte contre la pandémie du SIDA, la malaria, et d'autres maladies ; la lutte pour l'environnement ; enfin, la promotion d'un partenariat mondial pour le développement. Près de dix ans après cette proclamation solennelle, les effets sont très largement décevants.
La même année, deux projets initiés par des chefs d'État africains voient le jour, qui fusionnent en 2001 dans le Nouveau partenariat pour le développement de l'Afrique (NEPAD), mené sous la supervision de l'Union africaine. Le NEPAD a été initié par le Sud-Africain Thabo Mbeki, l'Algérien Abdelaziz Bouteflika, le Sénégalais Abdoulaye Wade, le Nigérian Olusegun Obasanjo, et l’Égyptien Hosni Moubarak.
Toujours en 2000, la convention de Lomé entre la CEE et les pays ACP est remplacée par les accords de Cotonou, qui réunit les 79 États du groupe ACP et les 27 pays de l'Union européenne, soit une population totale de plus de 700 millions de personnes. Ces accords modifient de façon importante les conventions de Lomé, en mettant fin au STABEX et au Sysmin sous leur forme existante, en conditionnant l'aide au développement, et en se plaçant sous l'égide des objectifs de l'OMC : la libéralisation des échanges. Officiellement, il vise à rétablir les équilibres macro-économiques, à développer le secteur privé, à améliorer les services sociaux, à favoriser l'intégration économique régionale, à promouvoir l'égalité des chances hommes-femmes, à protéger l'environnement et à abolir de manière progressive et réciproque les entraves aux échanges commerciaux. Les accords de partenariat économique (APE), en cours de négociation, renforcent l'abaissement des barrières douanières prévues par cet accord.

### Les années 2000
L'aide publique au développement, qui stagne, est cependant considérée comme impérative, d'une part parce que l'ONU reconnaît le développement en tant que droit, d'autre part parce que les organismes officiels tendent à considérer celui-ci de plus en plus non pas seulement en tant qu'objectif humanitaire ou de solidarité internationale, mais aussi comme objectif réaliste, intégré à des considérations sur la sécurité mondiale. En d'autres termes, le lien entre le développement économique et social, la réduction des inégalités et la paix semble de plus en plus évident.
En revanche, cette aide se voit de plus en plus conditionnée par différents objectifs. Ainsi, depuis quelques années, des accords de gestion concertée des flux migratoires et de codéveloppement ont conditionné l'aide au développement à la prise de mesures par les États du Sud visant à restreindre l'émigration. Le lien entre gestion des flux migratoires et codéveloppement a ainsi été dénoncé par la Cimade, qui affirmait, en 2008, dans son analyse du rapport de la Commission Mazeaud sur le cadre constitutionnel de la nouvelle politique d'immigration, que : « Le développement est un droit reconnu par les Nations-Unies et ne saurait faire l'objet de conditionnalité quelle qu'elle soit. Conditionner l'aide publique au développement au contrôle des flux migratoires constitue un chantage d'autant plus inacceptable que certaines politiques économiques et commerciales européennes sont loin d'être neutres sur les phénomènes migratoires ».
Dans le même temps, la prise de conscience des contraintes environnementales sur le développement économique et social, qui émergeait depuis les années 1970, s'est accentuée, notamment grâce aux études des experts de l'ONG environnementale WWF. En popularisant le concept d'empreinte écologique, ces experts ont mis en évidence que l'impact des activités des pays développés sur la biosphère était très supérieur à la biocapacité mondiale, de sorte que le modèle de développement occidental issu de la révolution industrielle, prôné par Truman en 1949, n'apparaît plus comme généralisable tel quel à l'ensemble de la planète.

## Les moyens du développement
Le rôle de l'État est de créer les conditions de l'augmentation des compétences, afin que se développe un système efficace de production et distribution de biens et services. Ceci est obtenu par l'amélioration de l'environnement juridique : sécurité juridique, adaptation des lois.
Surtout depuis les années 1990 et dans les pays du Nord, les entreprises cherchent également à intégrer les contraintes sociales et environnementales en adoptant des codes de conduite. Lorsque ceux-ci s'avèrent insuffisants, les États peuvent voter des lois incitant les entreprises à rendre compte des conséquences sociales et environnementales de leur activité, comme c'est le cas en France avec une disposition de la loi relative aux nouvelles régulations économiques (article 116).

## Développement social et croissance économique

### La confusion des termes

#### Le progrès social
Le Rapport de la Commission sur la mesure des performances économiques et du progrès social, plus connu sous la dénomination Rapport Stiglitz, Sen et Fitoussi, retient, entre autres, pour cerner la notion de bien-être, les conditions de vie matérielles (revenu, consommation et richesse), la santé, l’éducation, les activités personnelles dont le travail, la participation à la vie politique, les liens et rapports sociaux, l’environnement (état présent et à venir) et l’insécurité, tant économique que physique. Selon Dominique Méda il y a lieu de prendre en compte le degré de violence de la société, de la xénophobie, de la criminalité et des inégalités. L’indicateur de bien-être économique d’Osberg et Sharpe inclut la réduction des inégalités et la protection contre les risques sociaux. Le temps disponible pour les loisirs joue de façon directe sur le bien-être. Un travail décent incorpore des horaires décents, la possibilité de combiner travail et vie de famille, dialogue social et représentation des travailleurs. Les conséquences des effets de ces différents domaines sont amplifiées lorsqu’ils se cumulent.

#### Croissance et développement
Dès le départ le développement a été associé à la notion de croissance économique. Dans son discours d’investiture le président Truman préconise de mettre les connaissances techniques à la disposition des régions sous-développées et d’y encourager l’investissement des capitaux. En 1991 le rapport mondial sur le développement du PNUD confirme que « la croissance économique est nécessaire au développement humain ». Cependant en 1996 le rapport du PNUD constate que « les dernières décennies montrent on ne peut plus clairement qu’il n’existe pas automatiquement de lien entre croissance économique et développement humain ». Il spécifie que le développement humain est une fin dont la croissance économique est le moyen. Cette distinction entre croissance et développement a été initiée par François Perroux dans les années 1960 et reprise par Amartya Sen. Parce que la croissance peut être indispensable au bien-être elle a été assimilée au progrès social. Mais au-delà d’un certain niveau de PIB par habitant l’augmentation de revenus et de consommation n’augmente plus la satisfaction et le bien être. Les évolutions comparées du PIB et de l’IDH aux États-Unis confirment un écart croissant entre ces valeurs entre 1975 à 2005. Le PIB mesure essentiellement la production marchande. Il est souvent traité, à tort, comme s’il s’agissait d’une mesure de bien-être économique. Le rapport du PNUD de 1990 affirme qu’un niveau de vie modeste peut s’accompagner d’une bonne qualité de vie et qu’à l’inverse celle-ci peut être déplorable à de hauts niveaux de revenus.

#### Une croyance occidentale
En biologie le terme développement indique communément le processus de croissance des êtres vivants, processus naturel et spontané (développement d’un enfant ou d’une plante). L’emprunt de ce terme pour caractériser les évolutions sociales laisse penser que le développement social relève lui aussi d’une succession d’étapes se déroulant selon des « lois » bien établies,. Le phénomène social est ainsi rapporté à un phénomène naturel. Or, contrairement au développement biologique, des facteurs extérieurs peuvent changer les évolutions des sociétés, tels les migrations, les alliances politiques, les guerres. Les spécificités historiques et culturelles de chaque peuple sont occultées. L’Occident s’impose comme seul modèle et référence. Les pays sous-développés auraient un simple retard alors que leur environnement technologique, démographique, culturel et institutionnel est radicalement différent de celui qui a engendré les révolutions industrielles du Nord. Cette thèse masque à peine un culte de la croissance industrielle comme priorité politique.
Ivan Illich définit le développement comme le remplacement de compétences généralisées et d'activité de subsistance par l'emploi et la consommation de marchandises, ce qui implique que le travail salarié devienne la seule forme de travail reconnue (cf. droit au travail) et que les activités qui satisfont directement les besoins stagnent ou disparaissent au profit de la consommation des marchandises.
Pour Geneviève Azam également, la conception occidentale du développement par la technique relève plus d’un acte de foi que d’une réelle conquête d’autonomie.
Gilbert Rist l’analyse comme une croyance comparable à une religion.

### Des résultats contrastés
Soixante ans après que son extension aux pays du Sud a été officiellement mise à l’ordre du jour de la communauté internationale, le développement social n’est pas encore réalisé. Selon le rapport du PNUD de 2003, l’indicateur de développement humain était en recul, par rapport à 1990, dans 21 pays. Le nombre de sous-alimentés chroniques est passé de près de 800 millions en 1996 à 830 millions en 2006. En 2012 les Nations unies déclaraient avoir presque atteint les objectifs du millénaire pour le développement en matière d’accès à l’eau potable. Seulement 783 millions de personnes en restaient privées. Une réévaluation de ce chiffre est faite dans le rapport 2013 de l’Organisation mondiale de la santé. Il est porté à 2,4 milliards. Malgré la croissance économique les inégalités et la marginalisation se sont accrues.

#### Des corrélations non vérifiées
Le Rapport 2010 sur le développement humain du PNUD soutient explicitement qu’il existe une corrélation négative très forte entre inégalité et développement humain. La divergence entre le PIB et l’indice de bien-être économique en France depuis la fin des années 1980 est en partie due au manque de progrès dans la réduction des inégalités.

#### Des objectifs en baisse
Si Truman, le premier, avait posé en 1949 comme objectif le développement, c’est le PNUD en 1990 qui a lancé la notion de développement humain.En 1993 le PNUD préconise d’assortir la liberté des marchés par des filets de repêchage social pour les victimes. En 2000 la Déclaration du millénaire a pour objectif de réduire de moitié, d’ici à 2015, la proportion de la population mondiale dont le revenu est inférieur à un dollar par jour ainsi que celle des personnes qui souffrent de la faim. Promettre globalement le bien-être par le développement est implicitement abandonné. Même la cible est diluée. Au Sommet mondial de l’alimentation de 1996 l’engagement de 186 gouvernements avait été de réduire le nombre d’extrêmement pauvres de moitié entre 1996 et 2015. L’Objectif du millénaire est de les réduire de moitié à partir de 1990 de façon à inclure la diminution de 170 millions de pauvres entre 1990 et 1996 due à la seule Chine En outre la diminution prévue porte en pourcentage au lieu d’en nombre de pauvres ce qui diminue l’effort vu la croissance démographique plus importante des pays les moins développés.

### Une croissance contestée
Selon la Commission sur le développement soutenable mise en place en 2003 au Royaume-Uni, une dissonance existe entre croissance économique, durabilité environnementale et bien-être humain. Les contempteurs de la croissance dénoncent ses limites écologiques et sa relative inefficacité concernant le bien-être.

#### Les limites écologiques
La prise de conscience internationale de la finitude de la Terre date du Rapport Meadows rendu public en 1972. Les limites imposées par cette finitude concernent les capacités de la Terre à fournir les ressources demandées et à assimiler les déchets et pollutions. L’empreinte écologique mesure ces capacités. En 2003 elles étaient déjà dépassées de 25 % au niveau mondial. À un certain niveau de dépassement un effondrement peut avoir lieu. C’est ce qui est arrivé à des sociétés qui ont disparu et qui ont été décrites par Jared Diamond telles que l’île de Pâques, les Mayas, les Vikings, entre autres.

#### Des avancées limitées
Les progrès de la technologie et la croissance illimitée de la production devaient généraliser le bien-être. L’État providence ou la social démocratie au Nord et les programmes de développement au Sud y étaient préposés. Malgré la croissance les inégalités et la marginalisation se sont accrues tant entre pays qu’à l’intérieur des pays.

### Bien-être et développement économique
L’impossibilité écologique de miser sur une croissance illimitée et l’absence de lien fort entre croissance et bien-vivre ont conduit à délier ce lien. Le Rapport Meadows préconise une société qui rechercherait le développement qualitatif et non l’expansion physique. La qualité de vie est multidimensionnelle. Certains facteurs relèvent de politiques mises en œuvre (santé, éducation, inégalités). D’autres sont inhérents à la personnalité de chacun (choix individuels). Les premiers impliquent la construction d’un jugement collectif sur l’état de la société établi à travers des débats et des interactions sociales. Les seconds correspondent à l’utilisation que chacun fait de son temps libre. Si la production décroît, le temps des loisirs augmente. Le développement doit être construit de bas en haut. Les objectifs intermédiaires peuvent varier d’une société à l’autre. La variété culturelle, l’autonomie, la liberté et l’autodétermination seraient les éléments d’une société durable.

## Aspects géopolitiques

### Données géopolitiques du développement
La géopolitique repose sur la puissance des États, ainsi que sur des structures bancaires et monétaires. La première puissance économique mondiale sont les États-Unis, avec le Dollard. Aujourd'hui, nous basculons progressivement vers un monde multipolaire, ce qui fait que le Dollar est de plus en plus attaqué. Le Dollar est à la fois un élément de soft power, de smart power et de hard power, puisqu'il permet d'empêcher le développement des États qui ne conviennent pas aux intérêts américains, si bien que de plus en plus de pays cherchent à en sortir et à créer d'autres monnaies. La puissance des États-Unis repose aussi sur l'État-providence, qui est remis en cause aujourd'hui, du fait qu'il existe des inégalités entre les citoyens américains. De plus, le système social américain se trouve défaillant. Enfin, les États-Unis dominent les grandes instances internationales, ayant par exemple le premier PIB mondial ; leur poids dans les finances internationales s'en trouve donc renforcé.
Les pays développés déploient des réseaux sociaux-économiques globalisés, en plus de chercher à imposer leur structure économique. Le Pentagone européen est un bon exemple de réseau, avec son développement à différentes échelles. Notons que la question énergétique occupe une place centrale au sein de l'Union européenne ; les énergies dites « propres » sont ainsi subventionnées, tandis que les énergies polluantes subissent des malus. Par ailleurs, la question du nucléaire entraine de nombreux désaccords. Enfin, aujourd'hui, nous nous trouvons dans une économie néolibérale, qui prend parfois des tournures protectionnistes, comme en témoigne la récente guerre commerciale entre les États-Unis et la Chine.
Aujourd'hui, on constate un équilibre géopolitique entre les puissances, étant donné que nous basculons peu à peu vers un monde multipolaire. De plus, on peut aussi rendre compte d'une géographie économique du monde avec certains espaces tronqués, ce qui induit des inégalités dans le développement. Ainsi, les pays anciennement colonisés ont vu leur développement économique freiné par la colonisation. D'autres espaces se trouvant en difficulté sont les territoires enclavés ou exclavés, ainsi que les pays enclavés, qui n'ont aucune ouverture maritime. Une des exceptions notable est la Suisse, qui est un pays enclavé géographiquement, mais pas politiquement. Il s'agit d'ailleurs d'un pays riche. Le développement s'appuie aussi sur des rapports de force ; la fuite des cerveaux, l'emprise territoriale de certains États, la construction d'États et l'influence des « global players ».

### Enjeux géopolitiques du développement
Tout d'abord, le développement répond à des logiques territoriales. En effet, le rôle d'un État est d'aménager son territoire. De plus, certains États sont reconnus par des pays alors que d'autres ne les reconnaissent pas. Il y a enfin le niveau de probité, qui mesure le niveau de corruption d'un État (l'Ukraine et l'Albanie se trouvent en tête des classements).  
Ensuite, il y a aussi des logiques politiques au développement, puisque certains États tentent d'imposer leur modèle de développement économique à d'autres, ce qui crée des concurrences entre États. Cela peu passer par les formations universitaires, avec là encore une domination américaine. Notons que le soft power américain est très puissant. Ainsi, même quand les Américains mènent des guerres sales, on a le sentiment qu'ils en sortent toujours vainqueurs, ce qui est particulièrement visible dans l'industrie cinématographique. On voit donc que le soft power est un outil de domination. Les projections sont aussi très importantes. En effet, si l'on suit les projections, la Chine devrait être, d'ici 2050, la première puissance mondiale. Or, les projections poussent les autres États à revoir leur modèle de développement afin de conserver leur position, le but étant de se trouver dans une situation hégémonique. Enfin, il existe plusieurs modèles de développement. En outre, deux visions du monde s'opposent aujourd'hui ; une vision occidentale du monde et celle des pays émergents (anciennement les BRICS). 

### Le climat, enjeu des relations internationales
Le climat est un enjeu complexe et multiforme. Les pôles sont très impactés par le réchauffement climatique qui entraine une élévation du niveau des mers, qui peut provoquer la disparition de certains territoires insulaires ou côtiers. Le réchauffement s'aggrave en raison de la constante augmentation de la population dans certains continents, comme l'Afrique et l'Asie. En ce qui concerne l'Europe et l'Amérique du Nord, on constate une stagnation voire un recul de la population. En effet, d'ici 2050, la population européenne devrait se stabiliser. Or, plus la population est nombreuse et plus les risques augmentent. De ce fait, les aléas sont plus forts. La question de l'exploitation des ressources mérite aussi d'être questionnée. En effet, la fonte des glaces va permettre d'exploiter certaines ressources, faisant de l'Arctique un enjeu géopolitique majeur. On voit donc que derrière les enjeux climatiques, il y a toujours des données économiques. Aujourd'hui, les pays du bloc occidental sont contestés. Cela est problématique puisque le réchauffement du globe relève de projections occidentales, qui sont donc elles aussi remises en question. En effet, les pays en développement accusent les pays développés de vouloir conserver leur hégémonie en freinant le développement économique des pays émergents, en leur imposant le développement durable. Ces protestations sont notamment portées par la Chine et la Russie. 
Le réchauffement de la planète est lié aux émissions de gaz à effet de serre. Le développement durable symbolise la lutte contre ce réchauffement, mais la question est de savoir comment lutter. La solution pourrait consister à limiter l'extraction des sources d'énergie très polluantes. Le GIEC et l'IPCC proposent tous deux des constats et des pistes pour le développement économique à l'échelle globale, mais sont contestés. Il y a aussi les sommets de la Terre, dont le plus connu est celui de Rio, qui a lieu symboliquement au Brésil pour montrer l'impact de la destruction de la forêt primaire en Amazonie. Ce sommet privilégie l'aspect économique aux conséquences sur l'environnement. Surtout, c'est lui qui fixe la gouvernance mondiale ; chaque État doit en outre se fixer des objectifs à atteindre. D'autres moyens permettent de lutter contre le réchauffement climatique. On peut citer les agendas 21 qui concernent la santé et les domaines économique et social. Il y a aussi les conventions cadres entre États, comme la convention sur le changement climatique, qui aboutit à la formation des conférences des Parties (COP). La première COP a lieu à Kyoto et introduit la notion de gaz à effet de serre. En 2009, la COP15 (Copenhague) aboutit à la première dispute entre les pays de l'Occident et les BRICS. Toutefois, les discussions restent stériles. La COP21 de 2015 donne lieu aux accords de Paris. Les COP permettent de lutter contre le réchauffement climatique, et proposent aussi des alertes et des réflexions à propos des changements environnementaux et du développement durable. Elles illustrent aussi la fracture qui subsiste entre les pays développés et les pays en développement. En outre, les seconds donnent la priorité au développement économique, plutôt qu'au développement durable.    